# 28968 Gongmiaoxin
28968 Gongmiaoxin è un asteroide della fascia principale. Scoperto nel 2001, presenta un'orbita caratterizzata da un semiasse maggiore pari a 2,7390264 au e da un'eccentricità di 0,1287068, inclinata di 2,24332° rispetto all'eclittica.
L'asteroide è dedicato alla studentessa cinese Gong Miaoxin.